# 安波山

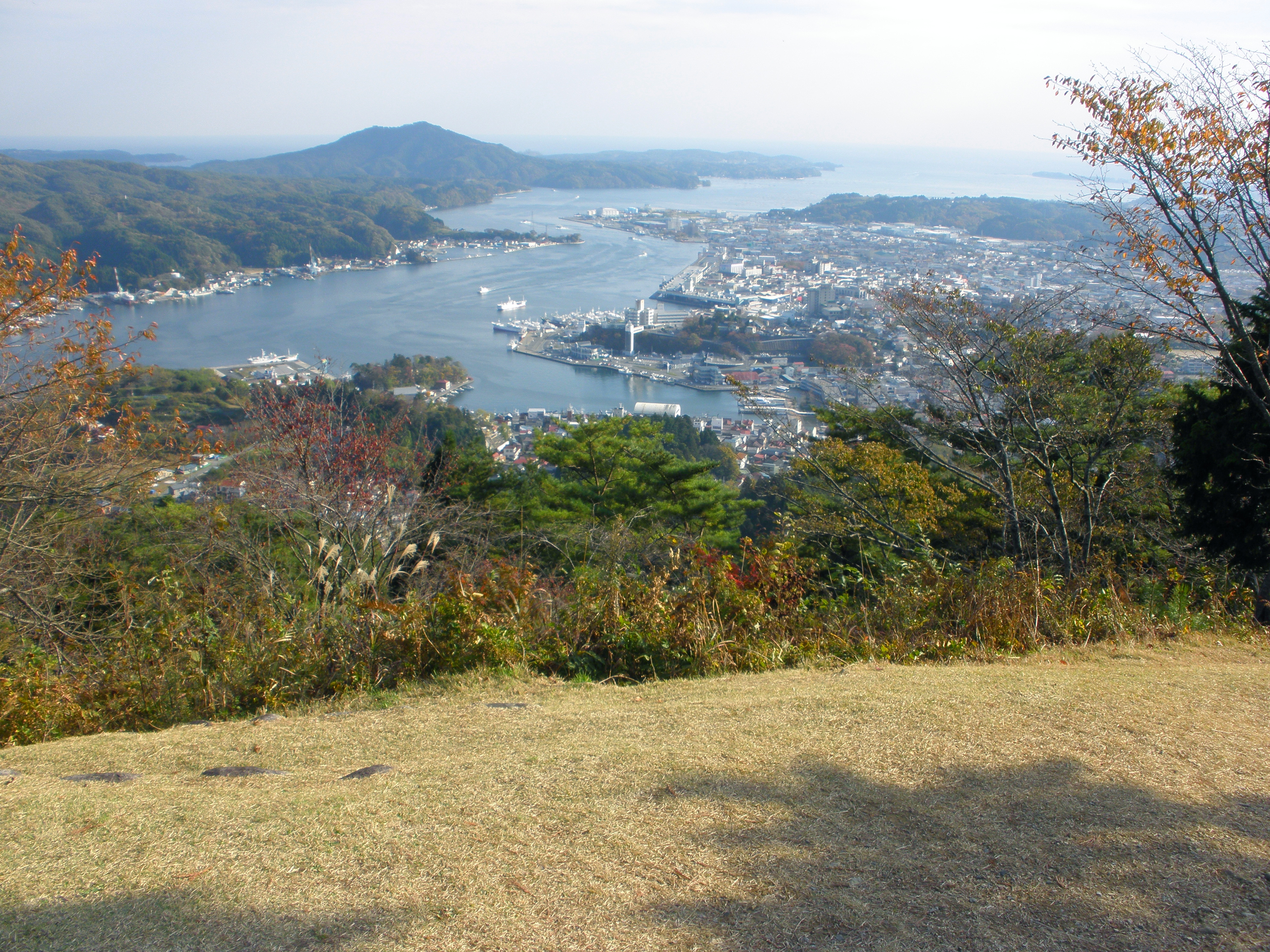
眺望 気仙沼湾と気仙沼の市街地

安波山（あんばさん、あんばやま）は、宮城県気仙沼市の標高239 mの山。市街地の北に位置し市民に親しまれている。
標高130 m付近まで林道が通り、駐車場がある。そこから徒歩15分程で登頂できる。山頂付近には安波山公園が整備されている。アクセスが簡単かつ市内を一望できる事から、毎年元旦には初日の出を観覧しようと多くの市民や観光客が訪れる人気のスポットとなっている。
東日本大震災の際に番組収録で偶然、気仙沼市を訪れていたお笑い芸人のサンドウィッチマンが避難した山としても知られており、彼らは毎年3月11日に気仙沼市を訪れ、市民と共に当山にて黙祷を捧げている。
また、当山には国の天然記念物に指定されているニホンカモシカが多数生息している。季節に関係なく登山者の前にも度々姿を見せており、安波山に生息する個体が市街地にも姿を現すようになり市民を驚かせている。

## 気仙沼安波テレビ中継局
- 気仙沼安波テレビ中継局（けせんぬまあんばテレビちゅうけいきょく）は、かつて安波山に設置されていた地上アナログ放送のテレビ中継局。
- 地上デジタル放送中継局は設置されず、2012年3月31日に運用終了・廃局。当初は2011年7月24日に廃局となる予定だったが、東日本大震災発生の影響により延期された。

### 中継局概要
| チャンネル | 放送局名           | 空中線 電力       | ERP               | 放送対象地域 | 放送区域 内世帯数 | 運用開始日     |
| ---------- | ------------------ | ----------------- | ----------------- | ------------ | ----------------- | -------------- |
| 50ch       | KHB 東日本放送     | 映像10W/ 音声2.5W | 映像28W/ 音声6.9W | 宮城県       | 11,467世帯        | 1975年 10月1日 |
| 52ch       | NHK 仙台教育       | 映像10W/ 音声2.5W | 映像28W/ 音声7W   | 全国         | 11,467世帯        | 1972年 5月13日 |
| 54ch       | NHK 仙台総合       | 映像10W/ 音声2.5W | 映像28W/ 音声7W   | 宮城県       | 11,467世帯        | 1972年 5月13日 |
| 56ch       | MMT 宮城テレビ放送 | 映像10W/ 音声2.5W | 映像22W/ 音声5.6W | 宮城県       | 11,467世帯        | 1972年 5月12日 |
| 58ch       | OX 仙台放送        | 映像10W/ 音声2.5W | 映像22W/ 音声5.6W | 宮城県       | 11,467世帯        | 1972年 5月12日 |
| 60ch       | TBC 東北放送       | 映像10W/ 音声2.5W | 映像22W/ 音声5.6W | 宮城県       | 11,467世帯        | 1972年 5月12日 |

### 放送エリアについて
- 長の森山・気仙沼中継局からの電波が届きにくい気仙沼市中心部をカバーしていた。